# Brachionus budapestinensis
Brachionus budapestinensis är en hjuldjursart som beskrevs av Daday 1885. Brachionus budapestinensis ingår i släktet Brachionus och familjen Brachionidae. Inga underarter finns listade i Catalogue of Life.